# ال گوامو
ال گوامو (انگلیسی: El Guamo) یک منطقه مسکونی در کشور کلمبیا است.